# 118er Denkmal

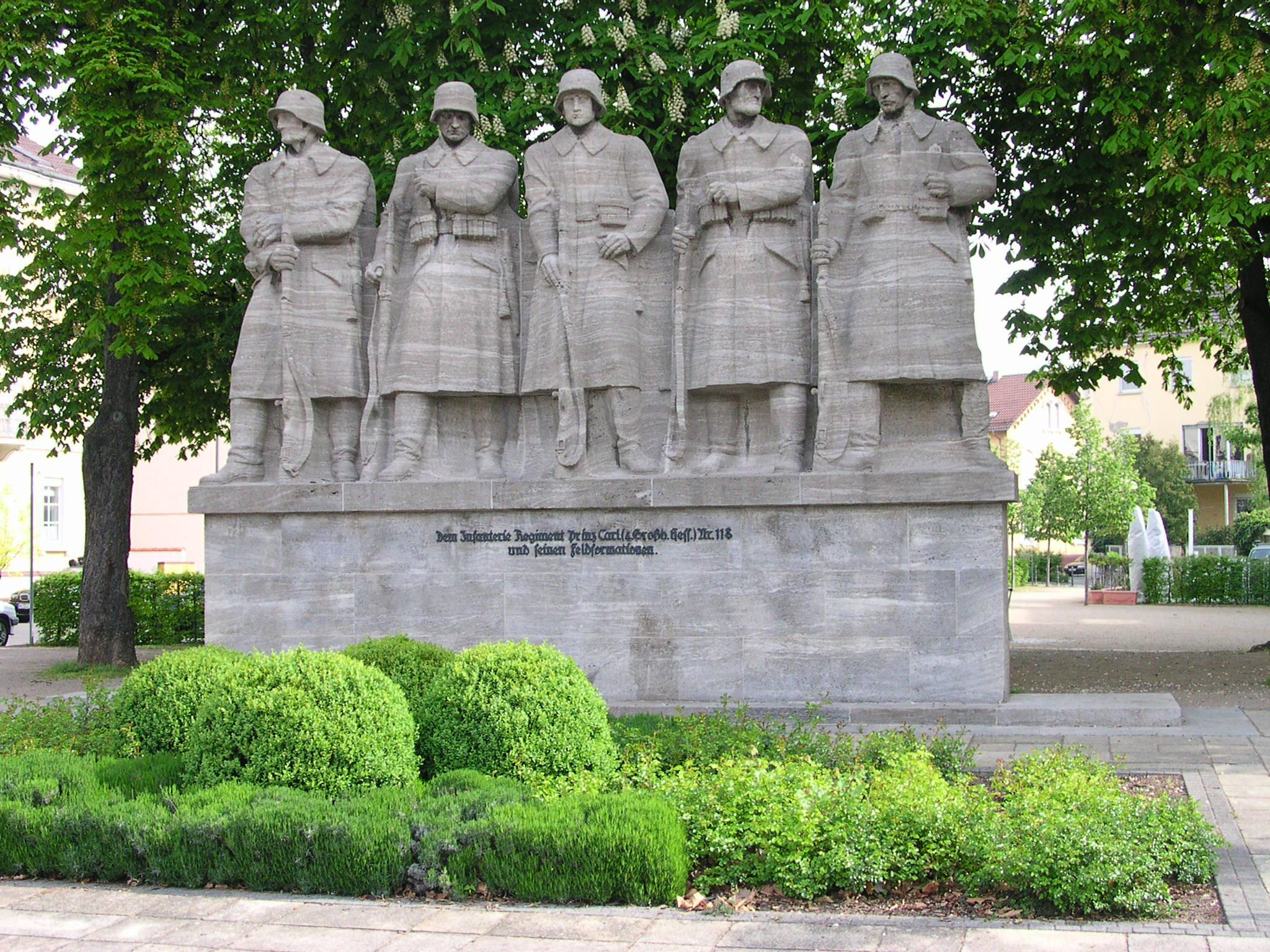
118er Denkmal

Das 118er Denkmal in der rheinland-pfälzischen Stadt Worms ist der Erinnerung an das Infanterie-Regiment „Prinz Carl“ (4. Großherzoglich Hessisches) Nr. 118 und seine Feldformationen im Ersten Weltkrieg gewidmet.

## Entstehung
Das 118er Denkmal wurde 1932 am kurz zuvor angelegten heutigen Adenauerring, unweit der romanischen Kirche St. Martin im Norden der Wormser Altstadt errichtet. Enthüllt wurde das Denkmal am 21. August 1932 von Generalmajor Richard Münter, der zu Beginn des Ersten Weltkrieges Kommandeur des Regiments gewesen war. Es wurde mit Geldern des Vereins ehemaliger 118er finanziert. Anlässlich der Weihe wurde das Denkmal der Stadt geschenkt. Der frühere Großherzog Ernst Ludwig nahm an den Feierlichkeiten teil.

## Konzeption
Die einzelnen Soldatenstatuen sollen in ihrer Zahl an die fünf Kriegsjahre erinnern. Von links beginnend den stolz nach vorn blickenden Soldaten, rechts daneben den nachdenklichen Reservisten, weiter den Kriegsfreiwilligen und den Landwehr- und rechts den Landsturmmann. Insofern stehen die fünf Soldaten auch sinnbildlich für die fünf Feldformationen des Regiments während des Krieges. Der Bildhauer Paul Birr griff damit das Konzept des Kriegerdenkmals der Stadt Verdun auf, das in ähnlicher Gestaltung mit fünf für die verschiedenen Waffengattungen stehenden Statuen den Gefallenen der Stadt gedenkt. Für Issac Holzer, der als Rabbiner der traditionsreichen örtlichen jüdischen Gemeinde bei der Eröffnung eine Rede hielt, war das Denkmal Zeugnis der Überwindung sozialer und religiöser Trennlinien in Deutschland.

## Denkmalschutz
Das Monument ist ein Kulturdenkmal aufgrund des Denkmalschutz- und ‑pflegegesetzes des Landes Rheinland-Pfalz.